# Minettia tarsata
Minettia tarsata är en tvåvingeart som beskrevs av Mitsuhiro Sasakawa och Kozanek 1995. Minettia tarsata ingår i släktet Minettia och familjen lövflugor.
Artens utbredningsområde är Nordkorea. Inga underarter finns listade i Catalogue of Life.